# Franz Stöhr
Franz Stöhr (Veliká Ves, 19 novembre 1879 – Schneidemühl, 13 novembre 1938) è stato un politico tedesco del partito nazista.

## Biografia
Stöhr era un tedesco dei Sudeti che era stato attivo nella politica antisemita prima della prima guerra mondiale.
Fu eletto membro del Reichstag per la Turingia nel maggio 1924 e mantenne il seggio fino alla sua morte. Iniziò come membro del Partito Popolare Tedesco della Libertà (DVFP) tedesco e venne eletto come parte del Movimento socialista nazionale per la libertà, un patto elettorale tra questo gruppo e i nazisti. Tuttavia, nel maggio 1927 Ernst zu Reventlow si separò dal DVFP, dopo essere diventato un forte ammiratore di Adolf Hitler, e Stöhr si unì a politici del calibro di Christian Mergenthaler e Wilhelm Kube nel seguire Reventlow nel partito nazista.
Fu anche una figura di spicco nel Deutschnationaler Handlungsgehilfen-Verband, un sindacato völkisch e antisemita per colletti bianchi, con stretti legami con Gregor Strasser dall'inizio degli anni '30. Era un commesso di negozio e quindi apparteneva al ceto piccolo borghese che costituiva la massa del sostegno al partito nazista negli anni '20.